# Vot dual
El vot dual és el vot a diferents partits polítics per part dels electors segons el tipus d'eleccions a les quals siguin convocats. Aquest fet es pot referir a vots efectuats el mateix dia o emesos en dies diferents. Exemples d'aquest fet serien el comportament dels electors a Catalunya així com a d'altres comunitats autònomes de l'Estat Espanyol com Euskadi, Balears o el País Valencià. Un altre exemple serien les eleccions a governador de Montana i per a la presidència dels Estats Units de 2004. Mentre que George W. Bush, del partit republicà guanyà al candidat demòcrata John Kerry per 59% a 39%, el candidat demòcrata a governador Brian Schweitzer derrotà al seu adversari republicà per 50% a 46%.
No s'ha de confondre aquest comportament electoral amb el vot plural (també anomenat vot dual en el cas de dues opcions) que consisteix a poder escollir més d'un representant en una mateixa elecció.